# Јагол
Јагол (мкд. Јагол) је насеље у Северној Македонији, у западном делу државе. Јагол припада општини Кичево.

## Географија
Насеље Јагол је смештено у западном делу Северне Македоније. Од најближег већег града, Кичева, насеље је удаљено 16 km северно.
Јагол припада горњем делу историјске области Кичевија. Село је положено у североисточном делу Кичевског поља. Северно од села издиже се планина Добра вода, а источно се издиже планина Человица. Надморска висина насеља је приближно 770 метара.
Клима у насељу је планинска због знатне надморске висине.

## Становништво
Јагол је према последњем попису из 2002. године имао 406 становника.
Већинско становништво су Албанци (98%), а у мањини су етнички Македонци (1%).
Претежна вероисповест месног становништва је ислам.